# من آن صدا را می‌شناسم
من آن صدا را می‌شناسم عنوان فیلمی است از نوع مستند صدا پیشگی ساخت کشور آمریکا که در ۶ نوامبر ۲۰۱۳ به نمایش درآمد. کارگردان این فیلم لارنس شفیرو و بازیگران آن هانک آزاریا، بیلی وست و تام کنی می‌باشند که با صدای جان دیماجیو روایت می‌شود.

## تولید
دیماجیو به این موضوع اشاره کرده‌است که او ۱۵۰ مصاحبه و بیش از ۱۶۰ ساعت فیلم ثبت کرده‌است.